# Акоста, Нельсон
Не́льсон Бонифа́сио Ако́ста Ло́пес (исп. Nelson Bonifacio Acosta López) (род. 12 июня 1944 года, Пасо-де-лос-Торос) — бывший уругвайский и чилийский футболист, выступал за сборную Уругвая в 1970-е годы и за такие клубы, как «Пеньяроль» (трижды чемпион Уругвая), «Эвертон» (Винья-дель-Мар), «О’Хиггинс».

## Биография
Как игрок в составе «Пеньяроля» трижды доходил до полуфинала Кубка Либертадорес (1972, 1974, 1976), ещё раз — в составе «О’Хиггинса» в 1980 году.
В 1984 году получил гражданство Чили, с тех пор начал довольно успешную тренерскую карьеру. С чилийскими клубами выиграл 3 чемпионата и 2 кубка страны. Также тренировал мексиканский «Крус Асуль» и сборные Чили (бронзовые медали Олимпийских игр 2000) и Боливии.
В сентябре 2007 года возглавил «Эвертон» из Винья-дель-Мар, за который когда-то выступал в качестве футболиста. Клуб на тот момент шёл в зоне вылета. 3 июня 2008 года «Эвертон» под руководством Акосты стал чемпионом Чили — впервые за 32 года, прервав гегемонию «Коло-Коло».

## Достижения

### Как игрок
- Чемпион Уругвая (3): 1973, 1974, 1975

### Как тренер
- Чемпион Чили (3): Ап. 2003, Кл. 2004, Ап. 2008
- Победитель Кубка Чили (2): 1992, 1993
- Бронзовый призёр Олимпийских игр (1): 2000
- Обладатель Кубка Пасифико (1): 2006